# Ignacio Bernal y García Pimentel
Ignacio Bernal y García Pimentel (París, Francia, 13 de febrero de 1910 - Ciudad de México, 24 de enero de 1992) fue un antropólogo, investigador, doctor en arqueología y académico mexicano.

## Biografía
Ignacio Bernal fue hijo de Rafael Bernal Bernal y Rafaela García Pimentel quien era hija del historiador Luis García Pimentel y nieta del también historiador Joaquín García Icazbalceta. 
Sus primeros estudios los realizó en el Colegio Franco Inglés de la Ciudad de México y en el Loyola College de los jesuitas en Montreal.
Posteriormente estudió Jurisprudencia en la Escuela Libre de Derecho de la Ciudad de México y se dedicó por un tiempo a los negocios. Luego de no obtener éxito en este último campo, decidió ingresar a la Escuela Nacional de Antropología e Historia en 1946, donde obtuvo la maestría en Ciencias antropológicas, y en 1949 el doctorado en Arqueología en la Universidad Nacional Autónoma de México. Después de haber realizado diversas investigaciones y ejercido diferentes cargos directivos, en 1975 obtuvo la maestría en Artes por la Universidad de Cambridge en Inglaterra.
Su hermano menor fue el escritor Rafael Bernal, reconocido principalmente por su novela El complot mongol.

## Investigaciones
Discípulo y colaborador de Alfonso Caso, sus primeras investigaciones las realizó en la zona arqueológica de Monte Albán y continuó en Coixtlahuaca y Tamazulapan. Utilizó un método combinado de etnohistoria y arqueología para realizar sus trabajos, los cuales se centraron en el estudio del desarrollo de las culturas zapoteca y mixteca, desde los períodos tempranos hasta el posclásico.
Bernal identificó más de 200 yacimientos arqueológicos en el Valle de Oaxaca, y dirigió las excavaciones de Yagul y Dainzú. En la década de 1960 fue el director del proyecto de excavación y restauración de la zona arqueológica de Teotihuacán.

## Cargos desempeñados
- Jefe del Departamento de Antropología del Mexico City College (1948-1959)
- Presidente de la Quinta Mesa Redonda de la Sociedad Mexicana de Antropología (1951)
- Secretario general del Instituto Nacional de Antropología e Historia (1954-1955)
- Secretario de la Sociedad Mexicana de Antropología (1954-1962)
- Director de Cooperación Intelectual de la Secretaría de Educación Pública (1955)
- Consejero Cultural de la Embajada de México en Francia (1955-1956)
- Delegado Permanente de México ante la Unesco (1955-1956)
- Director de Monumentos Prehispánicos del INAH (1956-1958)
- Miembro de la Comisión Internacional de Monumentos de la Unesco, ICOMOS (1956-1968)
- Miembro Nacional de ICOMOS (1967-1992)
- Subdirector General del Instituto Nacional de Antropología e Historia (1958-1968)
- Presidente de la LVIII Reunión Anual de la American Anthropological Association, México (1959)
- Director del Proyecto Teotihuacán (1962-1964)
- Presidente del XXXV Congreso Internacional de la Sociedad de Americanistas (1962)
- Director del Corpus Antiquitatum Americanesium (1965-1992)
- Consejero del Centro de Estudios Históricos de México (1965-1992)
- Presidente de la XI Mesa Redonda de la Sociedad Mexicana de Antropología, México (1965)
- Miembro de la Comisión Mexicana para la Unesco (1966-1992)
- Presidente de la Comisión del Premio Nacional de Arte (1967)
- Presidente de la Comisión de Monumentos del INAH (1968-1971)
- Director General del INAH (1968-1971)
- Consejero Honorario de la American Indian Foundation de Nueva York (1968-1990)
- Consejero Honorario, CEDAM (1967-1970)
- Presidente de la Sección de Antropología Instituto Panamericano de Geografía e Historia, IPGH (1968-1969)
- Comisario General de México ante la Unesco (1968-1970)
- Presidente de la Society for American Archeology (1968-1969)
- Presidente de la Comisión de Historia del IPGH (1969-1974)
- Presidente del Proyecto Alemán Mexicano Puebla-Tlaxcala (1969-1975)
- Presidente del Comité Nacional Mexicano del ICOMOS (1967-1970)
- Vicepresidene del Consejo Internacional de la Filosofía y de las Ciencias Humanísticas (1971-1975)
- Miembro del Consejo del Museo Frisell, Mitla, Oaxaca (1970-1992)
- Miembro del Comité Ejecutivo de la International Union of Anthropological and Ethnological Sciences (1972-1992)
- Miembro del Consejo del Instituto Israelí (1975-1992)
- Fellow Corpus Christi College de la Universidad de Cambridge (1975-1976)
- Miembro del Patronato del Instituto Hispano Mexicano (1975-1992)
- Miembro del Comité Mexicano de Historia del Arte (1976-1992)
- Socio de Honor del Instituto Cultural Domecq (1977-1992)
- Miembro del Consejo del Instituto Mexicano Norteamericano de Relaciones Culturales (19778-1992)
- Asociado Extranjero de la National Academy of Sciences (1980-1992)
- Investigador del Instituto de Investigaciones Antropológicas (1980-1992).[3][5]

## Museos
- Director General del Museo Nacional de Antropología (1962-1968 y 1970-1977)
- Miembro del Patronato del Museo Franz Mayer (1973-1992
- Miembro del Patronato del Museo de Minneapolis Estados Unidos (1977-1992)
- Miembro del Comité de Patrocinadores del Museum of American Indian, Nueva York (1978-1992).[5]

## Colaborador en publicaciones y revistas
- Codirector de la Revista Tlalocan (1962-1971)
- Codirector del Boletín del INAH (1964-1968)
- Coeditor, Sección Arte Prehispánico, Handbook of Latin American Studies, Library of Congress, Washington D.C. (1956-1958)
- Consejero de la Revista Artes de México (1968-1984)

## Docencia
- Profesor de la Universidad Nacional Autónoma de México (1948-1990)
- Profesor huésped en:

University of Texas (USA), 1954
Universidad de París, Sorbone, 1956
Universidad de Puerto Rico, 1957
Universidad de Miami, 1958
Universidad de California at Berkeley, 1958
Harvard University, 1958
University of Oregon, 1963
University of London, Inglaterra, 1965 y 1976
El Colegio de México
Ricker Lecturer, Universidad de Arizona, marzo de 1971
Regents Lecture, Universidad de California, abril de 1972
Simón Bolívar Profesor of Latin American Studies
University of Cambridge, 1975-1976
University of Oxford, 1976
University of Essex, 1976
- Profesor Honorario de la Universidad de las Américas (1976-1992)

## Académico y premios recibidos
Ingresó a El Colegio Nacional el 4 de abril de 1969 con el discurso "Tehotihuacan y los destinos mexicanos". Fue miembro de la Academia Mexicana de la Lengua. Fue miembro de la Academia Mexicana de la Historia, ocupó el sillón 14 de 1962 a 1992. Recibió el Premio de la Legión de Honor en Francia en 1964. Fue ganador del Premio Nacional de Ciencias y Artes en el área de Historia, Ciencias Sociales y Filosofía en 1969. Recibió la Orden Real de Victoria de Gran Bretaña en 1975, así como diversos reconocimientos y honores de Italia, Alemania, Dinamarca, Bélgica, Yugoslavia, Países Bajos y Senegal. En 1971 ganó la medalla Lucy Wharton Drexel de la sociedad de Manhattan y en 1986 la medalla Kidder.

## Obras
Fue autor de más de 260 publicaciones de arqueología mesoamericana y de varias obras, entre las que destacan:
- La cerámica preclásica de Monte Albán (1946)
- La cerámica de Monte Albán IIIa (1949)
- Introducción a la Arqueología (1952)
- Exploraciones en Cuilapan de Guerrero (1958)
- Tenochtitlán en una isla (1959)
- Ancient Mexico in Colour (1968)
- Cien Obras Maestras del Museo Nacional de Antropología e Historia (1969)
- Arte precolombino de la América Central (1971)
- Historia de la Arqueología en México (1979).